# 滋賀県道321号荒川蓬萊線
滋賀県道321号荒川蓬萊線（しがけんどう321ごう あらかわほうらいせん）は、滋賀県大津市を通る一般県道である。

## 概要
大津市荒川から大津市八屋戸に至る。
途中、支線が木戸付近・志賀駅口交点間にある。

### 路線データ
- 起点：大津市荒川[1]（滋賀県道601号守山大津志賀自転車道線上）
- 終点：大津市八屋戸[1]（南船路交差点、滋賀県道558号高島大津線交点、滋賀県道601号守山大津志賀自転車道線上）
- 総延長：3.8 km

## 歴史
- 1996年（平成8年）4月1日 - 滋賀県告示第158号により路線認定[1]。

## 路線状況

### 重複区間
- 滋賀県道601号守山大津志賀自転車道線（大津市荒川 - 大津市八屋戸・南船路交差点（全線））

## 地理

### 通過する自治体
- 大津市

### 交差する道路
| 交差する道路 | 交差する場所 | 交差する場所        |
| --- | ------------ | ------------------- |
| 滋賀県道601号守山大津志賀自転車道線 / びわ湖レークサイド自転車道 重複区間起点                                    | 荒川         | 起点                |
| 滋賀県道558号高島大津線 / 西近江路 滋賀県道601号守山大津志賀自転車道線 / びわ湖レークサイド自転車道 重複区間終点 | 八屋戸       | 南船路交差点 / 終点 |

### 交差する鉄道
- 湖西線

### 沿線
- 大津市立木戸小学校、志賀北幼稚園
- 関西みらい銀行 志賀町支店
- 志賀郵便局
- JR西日本湖西線
  - 志賀駅 - 蓬萊駅
- 寺内びわ湖キャンプ場
- 蓬萊浜水泳場